# Bhawan Bahadur Nagar
Bhawan Bahadur Nagar es  un pueblo y nagar Panchayat situado en el distrito de Bulandshahr en el estado de Uttar Pradesh (India). Su población es de 10188 habitantes (2011). 

## Demografía
Según el  censo de 2011 la población de Bhawan Bahadur Nagar era de 10188 habitantes, de los cuales 5372 eran hombres y 4816 eran mujeres. Bhawan Bahadur Nagar tiene una tasa media de alfabetización del 74,48%, superior a la media estatal del 67,68%: la alfabetización masculina es del 85,08%, y la alfabetización femenina del 62,63%.